# Guaricia
Genre
Guaricia est un genre d'opilions laniatores de la famille des Cosmetidae.

## Distribution
Les espèces de ce genre sont endémiques du Venezuela.

## Liste des espèces
Selon World Catalogue of Opiliones (24/07/2021) :
- Guaricia guagoensis González-Sponga, 1992
- Guaricia terepaimana González-Sponga, 1992

## Publication originale
- González-Sponga, 1992 : « Aracnidos de Venezuela. Opiliones Laniatores II. Familia Cosmetidae. » Boletin de la Academia de Ciencias Fisicas, Matematicas y Naturales, vol. 26, p. 1–432.